# Међународна фонетска абецеда
Међународна фонетска абецеда/алфабет (енгл. International Phonetic Alphabet; незванична, али честа скраћеница: IPA; фр. Alphabet phonétique international, скраћено API), скраћено МФА или (према енглеском акрониму) IPA, систем је знакова за фонетску транскрипцију који се темељи на латиници. Развило га је Међународно фонетско друштво као начин за стандардизовани приказ звукова говорних језика.  IPA користе лингвисти, логопеди, учитељи и ученици страних језика, певачи, глумци, лексикографи и преводиоци.
IPA је створен да представи само оне одлике говора које су карактеристичне у говорном језику: фонеме, интонација, раздвајање речи и слогова.
Међународно фонетско друштво повремено додаје, уклања или мења симболе. Године 2008. IPA садржи 107 различита слова, 52 дијакритика, и 4 ознаке за прозодије.

## Историја
Године 1886, група француских и британских учитеља језика, предвођена француским лингвистом Полом Пасијем, створила је оно што је касније постало познато (од 1897. године надаље) као Међународно фонетско друштво (фр. l’Association phonétique internationale). Оригинални алфабет је заснован на правописној реформи енглеског језика познатој као ромикшка абецеда, али да би била корисна и за друге језике, било је допуштено да се вредности симбола разликују од језика до језика. На пример, звук [] (ш) је првобитно заступљен словом <c> на енглеском, али словом <x> на француском.Међутим, 1888. године, алфабет је ревидиран како би био једнолик у односу на језике, чиме је осигуран темељ за све будуће измене.
Од свог настанка, IPA је прошао кроз бројне промене. Након велике промене и проширења у 1900. и 1932. години, IPA је остао непромењен до IPA Конвенције у Килу 1989. године.

## Опис
Општи принцип IPA је да даје један симбол за сваки карактеристичан звук (или говорни део). Ово значи да се не користе комбинације слова за представљање јединственог звука, или једно слово за представљање више звукова. Нема слова код кога вредност звука зависи од контекста, и коначно, IPA обично нема посебна слова за два звука ако никакав познат језик не чини разлику између њих (карактеристика позната као „одабраност“).
Међу симболима IPA, 107 представљају сугласнике и самогласнике, 31 су дијакритици који се користе да додатно опишу ове звукове, а 19 се користе да опишу квалитете као што су дужина, тон, нагласак и интонација.

### Облик слова
За IPA су изабрани такви симболи како би били усклађени са латиницом. Због тога, већина симбола су или латинична или грчка слова, или њихове модификације.

## Слова
Међународна фонетска абецеда дели своја слова у три категорије: плућни сугласници, преградни сугласници, и самогласници. Сваком карактеру је додељен број, како би се спречила конфузија између сличних слова (као што су  и ), нпр. у штампању рукописа. Различитим категоријама звукова су додељени различити опсези бројева.

### Плућни сугласници
Плућни сугласници чине већину сугласника у IPA, као и у људском језику.
Табела плућних сугласника, која укључује већину сугласника, уређена је тако да по врстама одређује начин изговора, који говори како се сугласник производи, док колоне одређују место изговора, што значи где се у вокалном простору сугласник производи. Главна шема садржи само сугласнике са једним местом артикулације.
| IPA плућни сугласницислика • аудио |                         |                         |                             |                             |                                 |                                 |                           |                           |                           |                           |                             |                             |                           |                           |                                  |                                  |                           |                           |                          |                          |                          |                          |                          |                          |                          |                          |
| Место изговора →                   | Лабијални (уснени)      | Лабијални (уснени)      | Лабијални (уснени)          | Лабијални (уснени)          | Лабијални (уснени)              | Коронални (предњојезични)       | Коронални (предњојезични) | Коронални (предњојезични) | Коронални (предњојезични) | Коронални (предњојезични) | Коронални (предњојезични)   | Коронални (предњојезични)   | Коронални (предњојезични) | Коронални (предњојезични) | Коронални (предњојезични)        | Дорсални (средњојезични)         | Дорсални (средњојезични)  | Дорсални (средњојезични)  | Дорсални (средњојезични) | Дорсални (средњојезични) | Дорсални (средњојезични) | Ларингеални (гркљанични) | Ларингеални (гркљанични) | Ларингеални (гркљанични) | Ларингеални (гркљанични) | Ларингеални (гркљанични) |
| ↓ Начин изговора                   | Билабијални (двоуснени) | Билабијални (двоуснени) | Лабиодентални (усненозубни) | Лабиодентални (усненозубни) | Лингуолабијални (језичноуснени) | Лингуолабијални (језичноуснени) | Дентални (зубни)          | Дентални (зубни)          | Алвеоларни (надзубни)     | Алвеоларни (надзубни)     | Палатоалвеоларни (надзубни) | Палатоалвеоларни (надзубни) | Ретрофлексни (савијени)   | Ретрофлексни (савијени)   | Алвеолопалатални (предњонепчани) | Алвеолопалатални (предњонепчани) | Палатални (предњонепчани) | Палатални (предњонепчани) | Веларни (задњонепчани)   | Веларни (задњонепчани)   | Увуларни (ресични)       | Увуларни (ресични)       | Фарингеални (ждрелни)    | Фарингеални (ждрелни)    | Глотални (гласнички)     | Глотални (гласнички)     |
| Назали (носници)                   |                         |                         |                             |                             |                                 |                                 |                           |                           |                           |                           |                             |                             |                           |                           |                                  |                                  |                           |                           |                          |                          |                          |                          |                          |                          |                          |                          |
| Плозиви (праскавци)                |                         |                         |                             |                             |                                 |                                 |                           |                           |                           |                           |                             |                             |                           |                           |                                  |                                  |                           |                           |                          |                          |                          |                          |                          |                          |                          |                          |
| Шуштави африкативи                 |                         |                         |                             |                             |                                 |                                 |                           |                           |                           |                           |                             |                             |                           |                           |                                  |                                  |                           |                           |                          |                          |                          |                          |                          |                          |                          |                          |
| Не-шуштави африкативи              |                         |                         |                             |                             |                                 |                                 |                           |                           |                           |                           |                             |                             |                           |                           |                                  |                                  |                           |                           |                          |                          |                          |                          |                          |                          |                          |                          |
| Шуштави фрикативи                  |                         |                         |                             |                             |                                 |                                 |                           |                           |                           |                           |                             |                             |                           |                           |                                  |                                  |                           |                           |                          |                          |                          |                          |                          |                          |                          |                          |
| Не-шуштави фрикативи               |                         |                         |                             |                             |                                 |                                 |                           |                           |                           |                           |                             |                             |                           |                           |                                  |                                  |                           |                           |                          |                          |                          |                          |                          |                          |                          |                          |
| Апроксиманти                       |                         |                         |                             |                             |                                 |                                 |                           |                           |                           |                           |                             |                             |                           |                           |                                  |                                  |                           |                           |                          |                          |                          |                          |                          |                          |                          |                          |
| Дотачници (окрзници)               |                         |                         |                             |                             |                                 |                                 |                           |                           |                           |                           |                             |                             |                           |                           |                                  |                                  |                           |                           |                          |                          |                          |                          |                          |                          |                          |                          |
| Трептавци                          |                         |                         |                             |                             |                                 |                                 |                           |                           |                           |                           |                             |                             |                           |                           |                                  |                                  |                           |                           |                          |                          |                          |                          |                          |                          |                          |                          |
| Латерални африкативи               |                         |                         |                             |                             |                                 |                                 |                           |                           |                           |                           |                             |                             |                           |                           |                                  |                                  |                           |                           |                          |                          |                          |                          |                          |                          |                          |                          |
| Латерални фрикативи                |                         |                         |                             |                             |                                 |                                 |                           |                           |                           |                           |                             |                             |                           |                           |                                  |                                  |                           |                           |                          |                          |                          |                          |                          |                          |                          |                          |
| Латерални апроксиманти             |                         |                         |                             |                             |                                 |                                 |                           |                           |                           |                           |                             |                             |                           |                           |                                  |                                  |                           |                           |                          |                          |                          |                          |                          |                          |                          |                          |
| Латерални дотачници                |                         |                         |                             |                             |                                 |                                 |                           |                           |                           |                           |                             |                             |                           |                           |                                  |                                  |                           |                           |                          |                          |                          |                          |                          |                          |                          |                          |

| Не-плућни сугласници      |  |  |  |  |  |  |  |  |  |  |
| Обични кликови (клокници) |  |  |  |  |  |  |  |  |  |  |
|                           |  |  |  |  |  |  |  |  |  |  |
| Други кликови             |  |  |  |  |  |  |  |  |  |  |
| Имплозиви (убачајници)    |  |  |  |  |  |  |  |  |  |  |
|                           |  |  |  |  |  |  |  |  |  |  |
| Ејективи (избачајници)    |  |  |  |  |  |  |  |  |  |  |
|                           |  |  |  |  |  |  |  |  |  |  |
|                           |  |  |  |  |  |  |  |  |  |  |

| Ко-артикулисани сугласници |  |  |  |  |
| Континуанти                |  |  |  |  |
| Оклузиви                   |  |  |  |  |
|                            |  |  |  |  |

| — Три табеле изнад садрже фонетске симболе који се можда неће исправно приказати у одређеним (нарочито застарелим или неажурираним) веб-прегледачима. [За помоћ прочитајте овај текст. (на енглеском)] |
| — Када се симболи појављују у паровима, леви од. десни симбол представља безвучни од. звучни сугласник.                                                                                                |
| — Непопуњена од. осенчена поља означавају плућне артикулације које су оцењене немогућима или нарочито карактеристичнима (посебнима) / различитима.                                                     |

#### Коартикуларни сугласници
Коартикуларни сугласници су звуци који укључују два истовремена места изговора (проглашена су помоћу два дела вокалне шупљине).
| ʍ | Безвучни лабијализовани веларни апроксимант               |
| w | Звучни лабијализовани веларни апроксимант                 |
| ɥ | Звучни лабијализовани палатални апроксимант               |
| ɕ | Безвучни алвеоло-палатални (предњо-тврдонепчани) фрикатив |
| ʑ | Звучни алвеоло-палатални (предњо-тврдонепчани) фрикатив   |
| ɧ | Безвучни палатално-веларни фрикатив                       |
| ɧ̬ | Звучни палатално-веларни фрикатив                         |

Напомена
- је описан истовремено као „ и “.
- је описан истовремено као „ и “.

### Преградни сугласници
Преградни сугласници су звуци код којих проток ваздуха не зависи од плућа. То укључује кликове (пронађене у коисанским језицима Африке) и убачајници (у језицима као што је свахили).
| кликови или клокници | кликови или клокници         | убачајници | убачајници  | избачајници | избачајници         |
| -------------------- | ---------------------------- | ---------- | ----------- | ----------- | ------------------- |
|                      | билабијални                  |            | билабијални |             | На пример:          |
|                      | дентални клокник             |            | алвеоларни  |             | билабијални         |
|                      | посталвеоларни клокник       |            | палатални   |             | алвеоларни          |
|                      | палатални клокник            |            | веларни     |             | веларни             |
|                      | алвеоларни латерални клокник |            | увуларни    |             | алвеоларни фрикатив |

### Самогласници
IPA дефинише самогласнике као звук који се појављује у центру. Испод је слика са приказом самогласника IPA. IPA разврстава самогласнике према положају језика.
Ордината показује висину језика. Самогласници настали спуштеним језиком су на дну, а самогласници направљени уздигнутим језиком су на врху. На пример,  је на дну, јер је језик спуштен у том положају. Међутим,  је на врху јер је звук настао уздигнутим језиком на врху уста.
На сличан начин, апсциса (водоравна оса) на карти се одређује према месту изговора. Самогласници са језиком постављеним испред уста (као што је ) су на левој страни дијаграма, док су они код којих је позади (као што је ) постављени на десну страну дијаграма.
Тамо знакови стоје у пару, леви представља нелабијализовани а десни лабијализовани самогласник.
| [ повећај ]                                                     | предњи                                                                | готово предњи                                                         | средњи                                                                | готово задњи                                                          | задњи                                                                 |
| затворен                                                        | \| i · yɨ · ʉɯ · uɪ ʏ ʊe · øɘ · ɵɤ · oəɛ · œɜ · ɞʌ · ɔæɐa · ɶɑ · ɒ \| | \| i · yɨ · ʉɯ · uɪ ʏ ʊe · øɘ · ɵɤ · oəɛ · œɜ · ɞʌ · ɔæɐa · ɶɑ · ɒ \| | \| i · yɨ · ʉɯ · uɪ ʏ ʊe · øɘ · ɵɤ · oəɛ · œɜ · ɞʌ · ɔæɐa · ɶɑ · ɒ \| | \| i · yɨ · ʉɯ · uɪ ʏ ʊe · øɘ · ɵɤ · oəɛ · œɜ · ɞʌ · ɔæɐa · ɶɑ · ɒ \| | \| i · yɨ · ʉɯ · uɪ ʏ ʊe · øɘ · ɵɤ · oəɛ · œɜ · ɞʌ · ɔæɐa · ɶɑ · ɒ \| |
| готово затворен                                                 | \| i · yɨ · ʉɯ · uɪ ʏ ʊe · øɘ · ɵɤ · oəɛ · œɜ · ɞʌ · ɔæɐa · ɶɑ · ɒ \| | \| i · yɨ · ʉɯ · uɪ ʏ ʊe · øɘ · ɵɤ · oəɛ · œɜ · ɞʌ · ɔæɐa · ɶɑ · ɒ \| | \| i · yɨ · ʉɯ · uɪ ʏ ʊe · øɘ · ɵɤ · oəɛ · œɜ · ɞʌ · ɔæɐa · ɶɑ · ɒ \| | \| i · yɨ · ʉɯ · uɪ ʏ ʊe · øɘ · ɵɤ · oəɛ · œɜ · ɞʌ · ɔæɐa · ɶɑ · ɒ \| | \| i · yɨ · ʉɯ · uɪ ʏ ʊe · øɘ · ɵɤ · oəɛ · œɜ · ɞʌ · ɔæɐa · ɶɑ · ɒ \| |
| полузатворен                                                    | \| i · yɨ · ʉɯ · uɪ ʏ ʊe · øɘ · ɵɤ · oəɛ · œɜ · ɞʌ · ɔæɐa · ɶɑ · ɒ \| | \| i · yɨ · ʉɯ · uɪ ʏ ʊe · øɘ · ɵɤ · oəɛ · œɜ · ɞʌ · ɔæɐa · ɶɑ · ɒ \| | \| i · yɨ · ʉɯ · uɪ ʏ ʊe · øɘ · ɵɤ · oəɛ · œɜ · ɞʌ · ɔæɐa · ɶɑ · ɒ \| | \| i · yɨ · ʉɯ · uɪ ʏ ʊe · øɘ · ɵɤ · oəɛ · œɜ · ɞʌ · ɔæɐa · ɶɑ · ɒ \| | \| i · yɨ · ʉɯ · uɪ ʏ ʊe · øɘ · ɵɤ · oəɛ · œɜ · ɞʌ · ɔæɐa · ɶɑ · ɒ \| |
| средњи                                                          | \| i · yɨ · ʉɯ · uɪ ʏ ʊe · øɘ · ɵɤ · oəɛ · œɜ · ɞʌ · ɔæɐa · ɶɑ · ɒ \| | \| i · yɨ · ʉɯ · uɪ ʏ ʊe · øɘ · ɵɤ · oəɛ · œɜ · ɞʌ · ɔæɐa · ɶɑ · ɒ \| | \| i · yɨ · ʉɯ · uɪ ʏ ʊe · øɘ · ɵɤ · oəɛ · œɜ · ɞʌ · ɔæɐa · ɶɑ · ɒ \| | \| i · yɨ · ʉɯ · uɪ ʏ ʊe · øɘ · ɵɤ · oəɛ · œɜ · ɞʌ · ɔæɐa · ɶɑ · ɒ \| | \| i · yɨ · ʉɯ · uɪ ʏ ʊe · øɘ · ɵɤ · oəɛ · œɜ · ɞʌ · ɔæɐa · ɶɑ · ɒ \| |
| полуотворен                                                     | \| i · yɨ · ʉɯ · uɪ ʏ ʊe · øɘ · ɵɤ · oəɛ · œɜ · ɞʌ · ɔæɐa · ɶɑ · ɒ \| | \| i · yɨ · ʉɯ · uɪ ʏ ʊe · øɘ · ɵɤ · oəɛ · œɜ · ɞʌ · ɔæɐa · ɶɑ · ɒ \| | \| i · yɨ · ʉɯ · uɪ ʏ ʊe · øɘ · ɵɤ · oəɛ · œɜ · ɞʌ · ɔæɐa · ɶɑ · ɒ \| | \| i · yɨ · ʉɯ · uɪ ʏ ʊe · øɘ · ɵɤ · oəɛ · œɜ · ɞʌ · ɔæɐa · ɶɑ · ɒ \| | \| i · yɨ · ʉɯ · uɪ ʏ ʊe · øɘ · ɵɤ · oəɛ · œɜ · ɞʌ · ɔæɐa · ɶɑ · ɒ \| |
| готово отворен                                                  | \| i · yɨ · ʉɯ · uɪ ʏ ʊe · øɘ · ɵɤ · oəɛ · œɜ · ɞʌ · ɔæɐa · ɶɑ · ɒ \| | \| i · yɨ · ʉɯ · uɪ ʏ ʊe · øɘ · ɵɤ · oəɛ · œɜ · ɞʌ · ɔæɐa · ɶɑ · ɒ \| | \| i · yɨ · ʉɯ · uɪ ʏ ʊe · øɘ · ɵɤ · oəɛ · œɜ · ɞʌ · ɔæɐa · ɶɑ · ɒ \| | \| i · yɨ · ʉɯ · uɪ ʏ ʊe · øɘ · ɵɤ · oəɛ · œɜ · ɞʌ · ɔæɐa · ɶɑ · ɒ \| | \| i · yɨ · ʉɯ · uɪ ʏ ʊe · øɘ · ɵɤ · oəɛ · œɜ · ɞʌ · ɔæɐa · ɶɑ · ɒ \| |
| отворен                                                         | \| i · yɨ · ʉɯ · uɪ ʏ ʊe · øɘ · ɵɤ · oəɛ · œɜ · ɞʌ · ɔæɐa · ɶɑ · ɒ \| | \| i · yɨ · ʉɯ · uɪ ʏ ʊe · øɘ · ɵɤ · oəɛ · œɜ · ɞʌ · ɔæɐa · ɶɑ · ɒ \| | \| i · yɨ · ʉɯ · uɪ ʏ ʊe · øɘ · ɵɤ · oəɛ · œɜ · ɞʌ · ɔæɐa · ɶɑ · ɒ \| | \| i · yɨ · ʉɯ · uɪ ʏ ʊe · øɘ · ɵɤ · oəɛ · œɜ · ɞʌ · ɔæɐa · ɶɑ · ɒ \| | \| i · yɨ · ʉɯ · uɪ ʏ ʊe · øɘ · ɵɤ · oəɛ · œɜ · ɞʌ · ɔæɐa · ɶɑ · ɒ \| |
| i · yɨ · ʉɯ · uɪ ʏ ʊe · øɘ · ɵɤ · oəɛ · œɜ · ɞʌ · ɔæɐa · ɶɑ · ɒ |                                                                       |                                                                       |                                                                       |                                                                       |                                                                       |

Напомена
- Знак  дефинисан је као отворени предњи нелабијализовани самогласник али користи се и за отворени средњи нелабијализовани самогласник. Прецизнија ознака за отворени средњи нелабијализовани самогласник је .
- и  су били обележавани као  и  у старијим верзијама шеме IPA.

## Супрасегментали
Ови симболи описују карактеристике језика изнад нивоа појединачних сугласника и самогласника, као што су прозодија, тон, дужина, и нагласак, које често делују на слогове, речи, или изразе.